# William Sterndale Bennett
William Sterndale Bennett (Sheffield, 13 aprile 1816 – Londra, 1º febbraio 1875) è stato un compositore, pianista, direttore d'orchestra e insegnante di musica inglese.
All'età di dieci anni Bennett fu ammesso alla Royal Academy of Music di Londra (RAM), dove rimase per dieci anni. All'età di vent'anni aveva iniziato a farsi una reputazione come pianista da concerto e le sue composizioni ricevettero grandi elogi. Tra coloro che rimasero impressionati da Bennett c'era il compositore tedesco Felix Mendelssohn, che lo ha invitò a Lipsia. Là Bennett divenne amico di Robert Schumann, che condivideva l'ammirazione di Mendelssohn per le sue composizioni. Bennett trascorse tre inverni a comporre e suonare a Lipsia.
Nel 1837 Bennett cominciò a insegnare alla RAM, alla quale fu legato per la maggior parte del resto della sua vita. Per vent'anni insegnò lì, in seguito insegnando anche al Queen's College, a Londra. Tra i suoi allievi durante questo periodo c'erano Arthur Sullivan, Hubert Parry e Tobias Matthay. Per tutto il 1840 e il 1850 compose poco, sebbene si esibisse come pianista e dirigesse la Royal Philharmonic Society per dieci anni. Inoltre promuoveva attivamente concerti di musica da camera. Dal 1848 in poi la sua carriera fu punteggiata dall'antagonismo tra lui e il direttore d'orchestra Michele Costa.
Nel 1858 Bennett ritornò alla composizione, ma i suoi lavori successivi, benché popolari, erano considerati antiquati e non suscitavano tanto entusiasmo critico quanto le sue composizioni giovanili. Fu professore di musica presso l'Università di Cambridge dal 1856 al 1875. Nel 1866 divenne preside della RAM, salvandola dalla chiusura, e rimase in questa posizione fino alla sua morte. Fu nominato Cavaliere nel 1871. Morì a Londra nel 1875 e fu sepolto nell'Abbazia di Westminster.
Bennett ebbe un'influenza importante sulla musica inglese, non solo come compositore ma anche come insegnante, come promotore degli standard di educazione musicale e come figura significativa nella vita concertistica di Londra. Negli ultimi anni l'apprezzamento per le composizioni di Bennett si è riacceso e un certo numero di sue opere, tra cui una sinfonia, i suoi concerti per pianoforte, alcune musiche vocali e molte delle sue composizioni per pianoforte, sono state incise. Nel 2016, il suo bicentenario, hanno avuto luogo diversi concerti della sua musica e altri eventi correlati.

## Biografia

### Primi anni

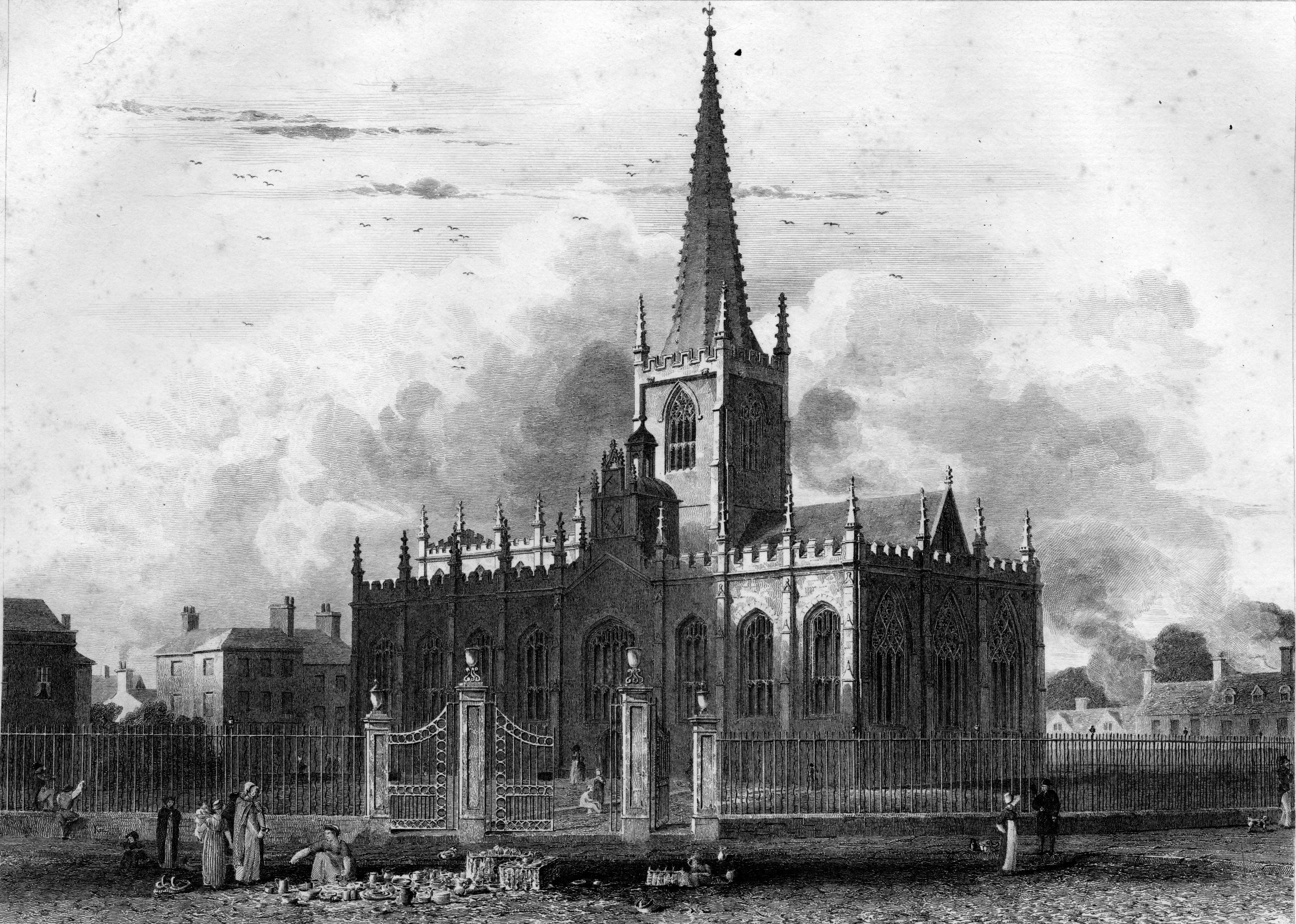
Sheffield Parish Church nel 1819

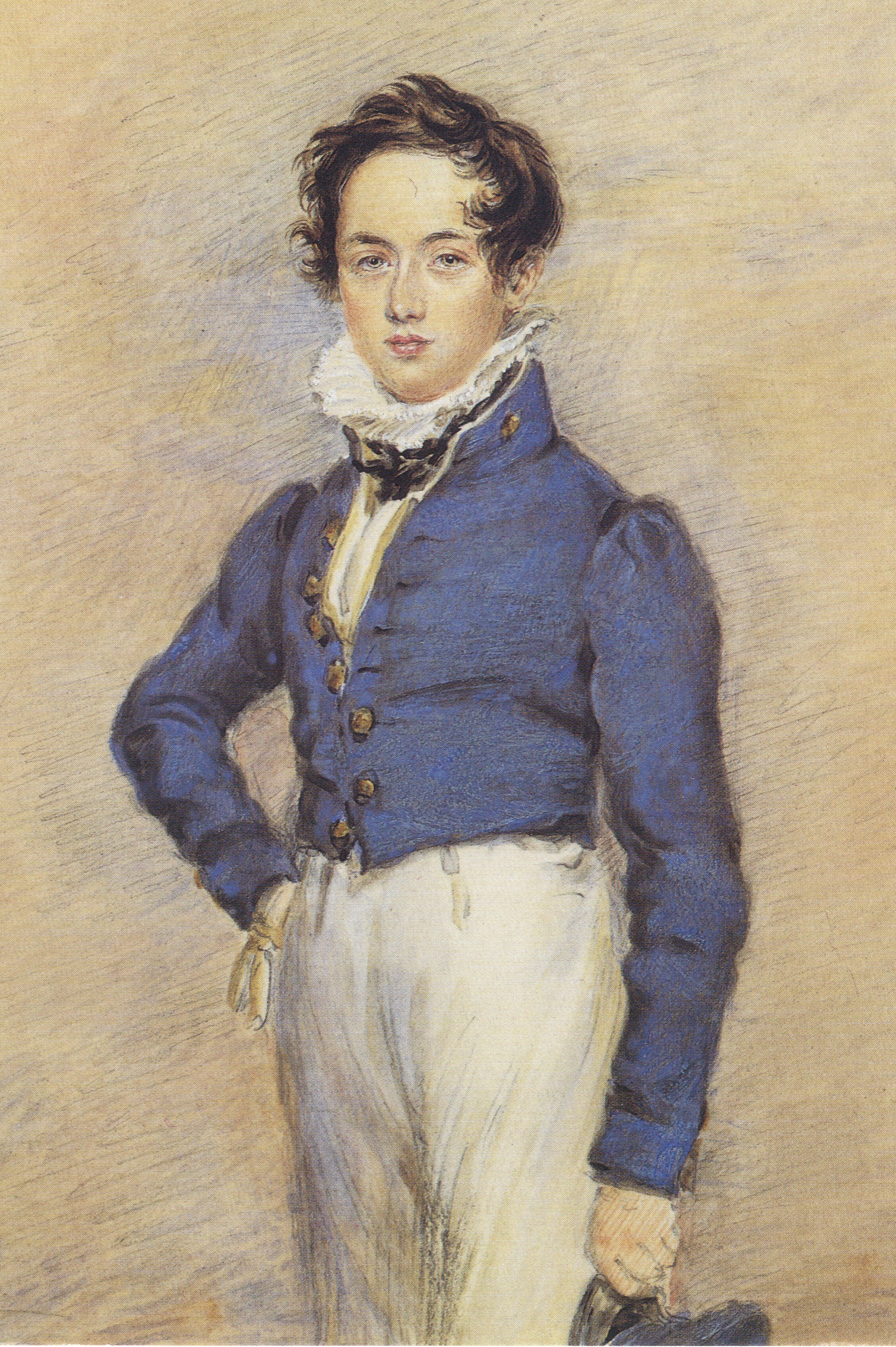
Bennett nella divisa di studente della Royal Academy of Music, di James Warren Childe, c.ca 1832

Bennett nacque a Sheffield, nello Yorkshire, terzo ed unico figlio di Robert Bennett, l'organista della chiesa parrocchiale di Sheffield e di sua moglie Elizabeth, nata Donn. Oltre ai suoi doveri di organista, Robert Bennett era un direttore d'orchestra, compositore e insegnante di pianoforte; chiamò così suo figlio in onore del suo amico William Sterndale, alcune delle cui poesie, il vecchio Bennett aveva messo in musica. Sua madre morì nel 1818, all'età di 27 anni e suo padre, dopo essersi risposato, morì nel 1819. Rimasto orfano all'età di tre anni, Bennett venne allevato a Cambridge dal nonno paterno, John Bennett, dal quale ricevette la sua prima educazione musicale. John Bennett era un basso professionista, che cantava come corista laico nei cori del King's College, del St John's College e del Trinity College di Cambridge. Il giovane Bennett entrò nel coro della King's College Chapel nel febbraio 1824, dove rimase per due anni. Nel 1826, all'età di dieci anni, fu accettato nella Royal Academy of Music (RAM), che era stata fondata nel 1822. Gli esaminatori rimasero così impressionati dal talento del bambino che rinunciarono a tutte le tasse per il suo insegnamento e la pensione.
Bennett fu allievo della RAM per i successivi dieci anni. Per desiderio di suo nonno, i suoi principali studi strumentali furono inizialmente come violinista, sotto Paolo Spagnoletti e in seguito Antonio James Oury. Studiò anche il pianoforte con William Henry Holmes e dopo cinque anni, con il consenso di suo nonno, assunse il pianoforte come suo studio principale. Era un giovane timido ed era diffidente riguardo alla sua abilità nella composizione, che studiò sotto il direttore del RAM, William Crotch e poi con Cipriani Potter, che divenne capo nel 1832. Tra gli amici che Bennett si fece all'Accademia c'era il futuro critico musicale James William Davison. Bennett non studiò canto, ma quando la RAM montò una produzione studentesca di Le nozze di Figaro nel 1830, Bennett, a quattordici anni, fu scelto nel ruolo di mezzosoprano del giovane paggio Cherubino (di solito interpretato da una donna en travesti). Questo fu uno dei pochi fallimenti della sua carriera nella RAM. The Observer commentò ironicamente "del paggio ... non parleremo", ma ammise che Bennett cantava piacevolmente e con soddisfazione del pubblico. L'Harmonicon, tuttavia, definì la sua esibizione "in ogni modo una macchia sul pezzo".
Tra le composizioni da studente di Bennett c'erano un concerto per pianoforte (N. 1 in Re minore, Op. 1), una sinfonia e un'ouverture per The Tempest. Il concerto fu presentato in anteprima pubblica ad un concerto orchestrale a Cambridge il 28 novembre 1832, con Bennett come solista. Altre esecuzioni seguirono presto a Londra e, per ordine del re, al Castello di Windsor, dove Bennett suonò nell'aprile del 1833 per Re Guglielmo IV e la Regina Adelaide. La RAM pubblicò il concerto a proprie spese come tributo. Un'ulteriore rappresentazione a Londra fu data nel giugno 1833. Il critico dell'Harmonicon scrisse di questo concerto:
Tra il pubblico era presente Felix Mendelssohn, che fu sufficientemente impressionato da invitare Bennett al Festival della Musica del Reno Inferiore di Düsseldorf. Bennett chiese: "Posso venire ad essere vostro allievo?" Mendelssohn rispose: "No, no, dovete venire ad essere mio amico".
Nel 1834 Bennett fu nominato organista di Sant'Anna a Wandsworth, Londra, una cappella di facile accesso alla chiesa parrocchiale di Wandsworth. Ricoprì la carica per un anno, dopo di che insegnò privatamente agli studenti nel centro di Londra e nelle scuole di Edmonton e Hendon. Sebbene, per comune consenso, la RAM avesse poco più da insegnargli dopo il suo settimo o ottavo anno, gli fu permesso di rimanere lì come pensionato gratuito fino al 1836, cosa che gli andava bene, perché le sue entrate erano modeste. Nel maggio 1835 Bennett fece la sua prima apparizione alla Philharmonic Society of London, suonando l'anteprima del suo Secondo Concerto per pianoforte (in Mi-bemolle maggiore, Op. 4) e l'anno seguente vi diede la prima del suo Terzo Concerto (in do minore, Op. 9). Bennett era anche membro della Society of British Musicians, fondata nel 1834 per promuovere musicisti e composizioni specificamente britanniche. Davison scrisse nel 1834 che l'ouverture di Bennett alla Parisina, dal lavoro di Lord Byron, era "la cosa migliore che sia mai stata suonata ai concerti della Society".

### Germania: Mendelssohn e Schumann (1836–42)

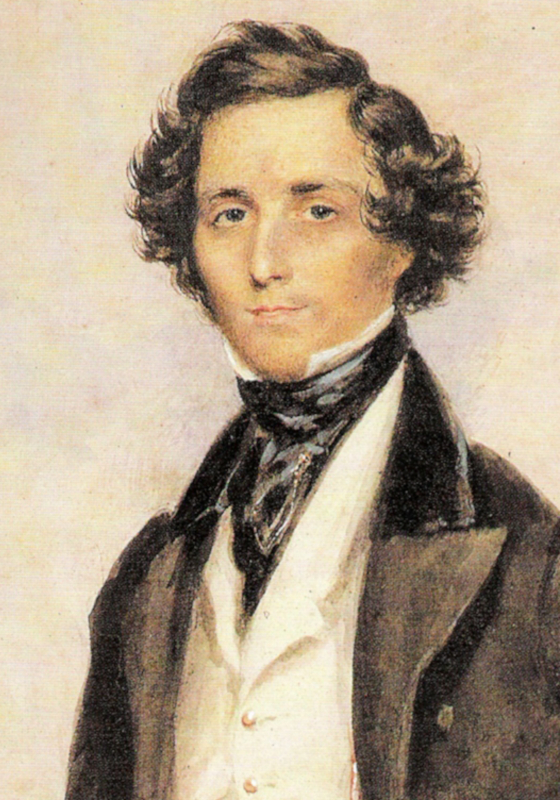
Felix Mendelssohn (dettaglio) di James Warren Childe, 1839

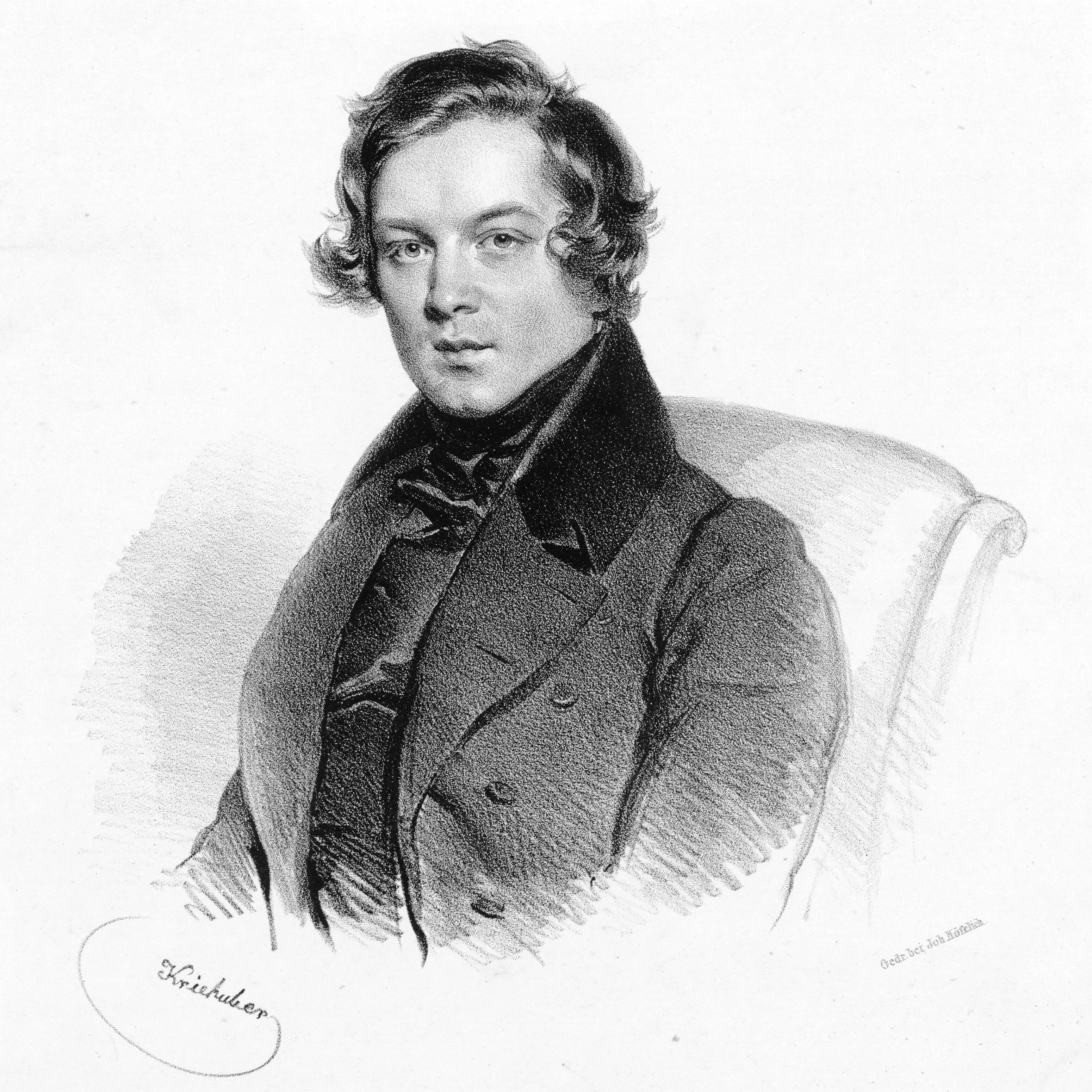
Robert Schumann, litografia di Josef Kriehuber, nel 1839

Nel maggio 1836 Bennett si recò a Düsseldorf in compagnia di Davison per partecipare al Festival della Musica del Reno Inferiore per la prima rappresentazione dell'oratorio di Mendelssohn, San Paolo. La visita di Bennett fu permessa da un sussidio dalla ditta di pianoforti John Broadwood & Sons. Ispirato dal suo viaggio sul Reno, Bennett iniziò a lavorare alla sua ouverture The Naiads (Op. 15). Dopo che Bennett se ne fu tornato a casa, Mendelssohn scrisse al loro amico comune, l'organista e compositore inglese Thomas Attwood, "Lo considero il giovane musicista più promettente che conosco, non solo nel vostro paese ma anche di qui e sono convinto che se non diventerà un grandissimo musicista, non sarà stata la volontà di Dio, ma la sua".
Dopo la prima visita di Bennett in Germania, seguirono tre visite prolungate per lavorare a Lipsia. Rimase a Lipsia dall'ottobre 1836 al giugno 1837 e durante questo periodo debuttò al Gewandhaus come solista nel suo terzo concerto per pianoforte con la direzione di Mendelssohn. In seguito diresse la sua ouverture Naiads. Durante questa visita organizzò anche la prima partita di cricket mai disputata in Germania ("come un Yorkshireman", come commenta il musicologo Percy M. Young). In quei giorni Bennett scrisse a Davison:
All'inizio Bennett era stato un po' intimorito da Mendelssohn, ma non ci fu mai una formalità del genere nell'amicizia tra Bennett e Robert Schumann, con il quale faceva lunghe passeggiate in campagna di giorno e visitava le taverne locali di notte. Ciascuno dedicò un'importante composizione per pianoforte all'altro: nell'agosto del 1837 Schumann dedicò i suoi Studi sinfonici a Bennett, che ricambiò la dedica poche settimane dopo con la sua Fantasie op. 16. Schumann era dichiaratamente entusiasta della musica di Bennett; nel 1837 dedicò un saggio a Bennett nella Neue Zeitschrift für Musik, elogiando tra gli altri lavori i Musical Sketches per pianoforte di Bennett Op. 10, "tre delle immagini più belle di Bennett". Il saggio termina: "Da un po' di tempo mi sbircia da dietro le spalle e per la seconda volta mi ha chiesto: 'Ma cosa stai scrivendo?' Caro amico, non scriverò altro che: Se solo lo sapessi!". Bennett aveva tuttavia sin dall'inizio alcune riserve sulla musica di Schumann che, disse a Davison nel 1837, riteneva "veramente troppo eccentrica".
Al ritorno di Bennett a Londra prese una cattedra alla RAM che tenne fino al 1858. Durante la sua seconda lunga permanenza in Germania, dall'ottobre 1838 al marzo 1839, suonò il suo Quarto Concerto per pianoforte (Op. 19, in Fa minore) e l'Ouverture delle Wood Nymphs, op. 20. Ritornato in Inghilterra, scrisse al suo editore di Lipsia Friedrich Kistner nel 1840, lamentando la differenza tra Inghilterra e Germania (e sperando che un tedesco risolvesse la situazione):
Nel terzo viaggio di Bennett, da gennaio a marzo 1842, nel quale visitò anche Kassel, Dresda e Berlino, suonò il suo Capriccio per pianoforte e orchestra op. 22, a Lipsia. Nonostante la sua visione allora pessimistica della musica in Inghilterra, Bennett perse la sua possibilità di stabilirsi in Germania. Il musicologo Nicholas Temperley scrive:

### Insegnante e direttore d'orchestra (1842–49)

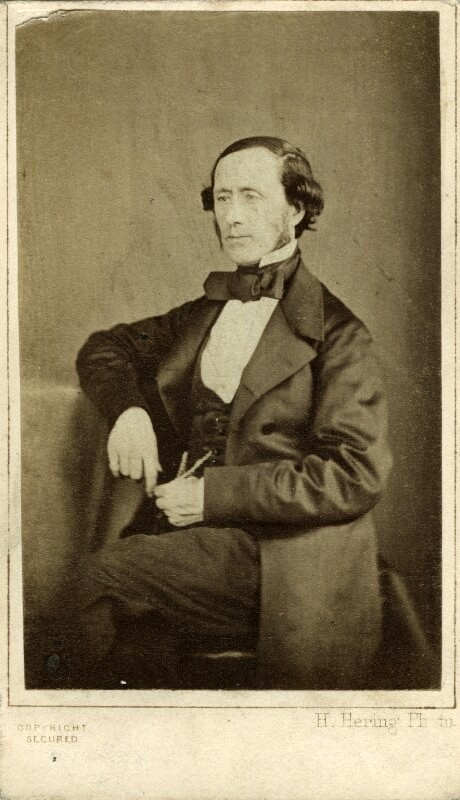
Bennett nel 1860 circa

Bennett tornò a Londra nel marzo del 1842 e continuò il suo insegnamento alla RAM. L'anno successivo la carica di professore di musica all'Università di Edimburgo divenne vacante. Con il forte incoraggiamento di Mendelssohn, Bennett fece domanda per la posizione. Mendelssohn scrisse al preside dell'università: "Ti prego di usare la tua potente influenza per conto di quel candidato che considero in ogni senso degno del luogo, un vero ornamento per la sua arte e il suo paese e in effetti uno dei migliori e dei più dotati musicisti viventi: Mr. Sterndale Bennett". Nonostante questa perorazione la domanda di Bennett non ebbe successo.
Bennett era rimasto impressionato a Lipsia dall'idea dei concerti di musica da camera, che erano stati, a parte i quartetti d'archi, una rarità di Londra. Iniziò nel 1843 una serie di concerti di questo tipo, compresi i trii di pianoforte di Louis Spohr e Ludwig van Beethoven, i lavori per pianoforte solista e le sonate per archi di Mendelssohn ed altri. Tra i partecipanti a questi recital c'erano il virtuoso del pianoforte Alexander Dreyschock e l'allievo di Fryderyk Chopin, il tredicenne Carl Filtsch.
Nel 1844 Bennett sposò Mary Anne Wood (1824-1862), figlia di un comandante della marina. La composizione lasciò il posto a un ciclo incessante di insegnamento e amministrazione musicale. Lo scrittore e compositore Geoffrey Bush vede il matrimonio come una rottura nella carriera di Bennett: "Dal 1844 al 1856 [Bennett] era un insegnante freelance, direttore d'orchestra e organizzatore di concerti, un pianista molto occasionale e un compositore ancora più occasionale". Clara Schumann osservava che Bennett aveva speso troppo tempo a dare lezioni private per tenere il passo con le mutevoli tendenze della musica: "La sua unica possibilità di imparare nuova musica è nella carrozza sulla strada che lo conduce da una lezione all'altra".
Dal 1842 Bennett era stato direttore della Philharmonic Society di Londra. Contribuì ad alleviare le finanze traballanti della società persuadendo Mendelssohn e Spohr ad esibirsi con l'orchestra della Compagnia, attirando sale piene gli introiti tanto necessari. Nel 1842 l'orchestra, sotto la direzione del compositore, diede la première londinese della Terza sinfonia (Scozzese) di Mendelssohn, due mesi dopo la sua prima mondiale a Lipsia. Nel 1844 Mendelssohn diresse gli ultimi sei concerti della stagione della società, in cui tra le sue opere e quelle di molti altri inserì la musica di Bennett. Dal 1846 al 1854 il direttore della compagnia era Michele Costa, che non era apprezzato da Bennett; Costa era troppo devoto all'opera italiana e non certo un partigiano dei maestri tedeschi, come lo era Bennett. Bennett scrisse a Mendelssohn il 24 luglio, dimostrandosi un po' lamentoso: "I direttori della filarmonica hanno ingaggiato Costa... del quale non sono molto contento, ma non sono riuscito a convincerli del contrario e sono stanco di litigare con loro. sono un gruppo peggiore quest'anno di quello che abbiamo mai avuto".
Nel maggio del 1848, all'apertura del Queen's College a Londra, Bennett, come uno dei direttori fondatori, tenne una conferenza inaugurale e si unì al personale, continuando il suo lavoro alla RAM e l'insegnamento privato. Scrisse trenta Preludes and Lessons, Op. 33, per i suoi studenti di pianoforte al college; furono pubblicati nel 1853 e rimasero largamente utilizzati dagli studenti di musica fino al ventesimo secolo. In un profilo di Bennett pubblicato nel 1903, FG Edwards notò che i doveri di Bennett come insegnante diminuivano drasticamente la sua opportunità di comporre, sebbene mantenesse la sua reputazione di solista in musica da camera e concertista di pianoforte all'Hanover Square Rooms, che comprendeva musica da camera e concerti di Johann Sebastian Bach e All'amante lontano di Beethoven, "allora quasi una novità". Nel corso degli anni tenne oltre quaranta concerti in questa sede e tra coloro che hanno vi presero parte c'erano i violinisti Henri Vieuxtemps e Heinrich Ernst, i pianisti Stephen Heller, Ignaz Moscheles e Clara Schumann ed il violoncellista Carlo Piatti (per il quale Bennett scrisse la sua Sonata Duo); tra i compositori rappresentati c'erano, a parte i maestri classici preferiti di Bennett e Mendelssohn, Domenico Scarlatti, Fanny Mendelssohn e Schumann.
Oltre alle esigenze del suo lavoro di insegnante e pianista, c'erano altri fattori che potrebbero aver contribuito al lungo ritiro di Bennett dalla composizione a tempo pieno. Charles Villiers Stanford scrive che la morte di Mendelssohn nel 1847 giunse a Bennett come "una perdita irreparabile". L'anno seguente Bennett recise i suoi stretti legami con la Philharmonic Society, che aveva presentato molte delle sue composizioni di maggior successo. Questa rottura fu il risultato di un disaccordo inizialmente minore con Costa sulla sua interpretazione alla prova finale dell'ouverture della Parisina di Bennett. L'intransigenza di entrambe le parti gonfiò questa diatriba in una litigata furiosa e iniziò una frattura tra loro che doveva durare per tutta la carriera di Bennett. Bennett era disgustato dal fatto che la Società non lo sostenesse e si dimise.

### Musica professionale (1849–1866)

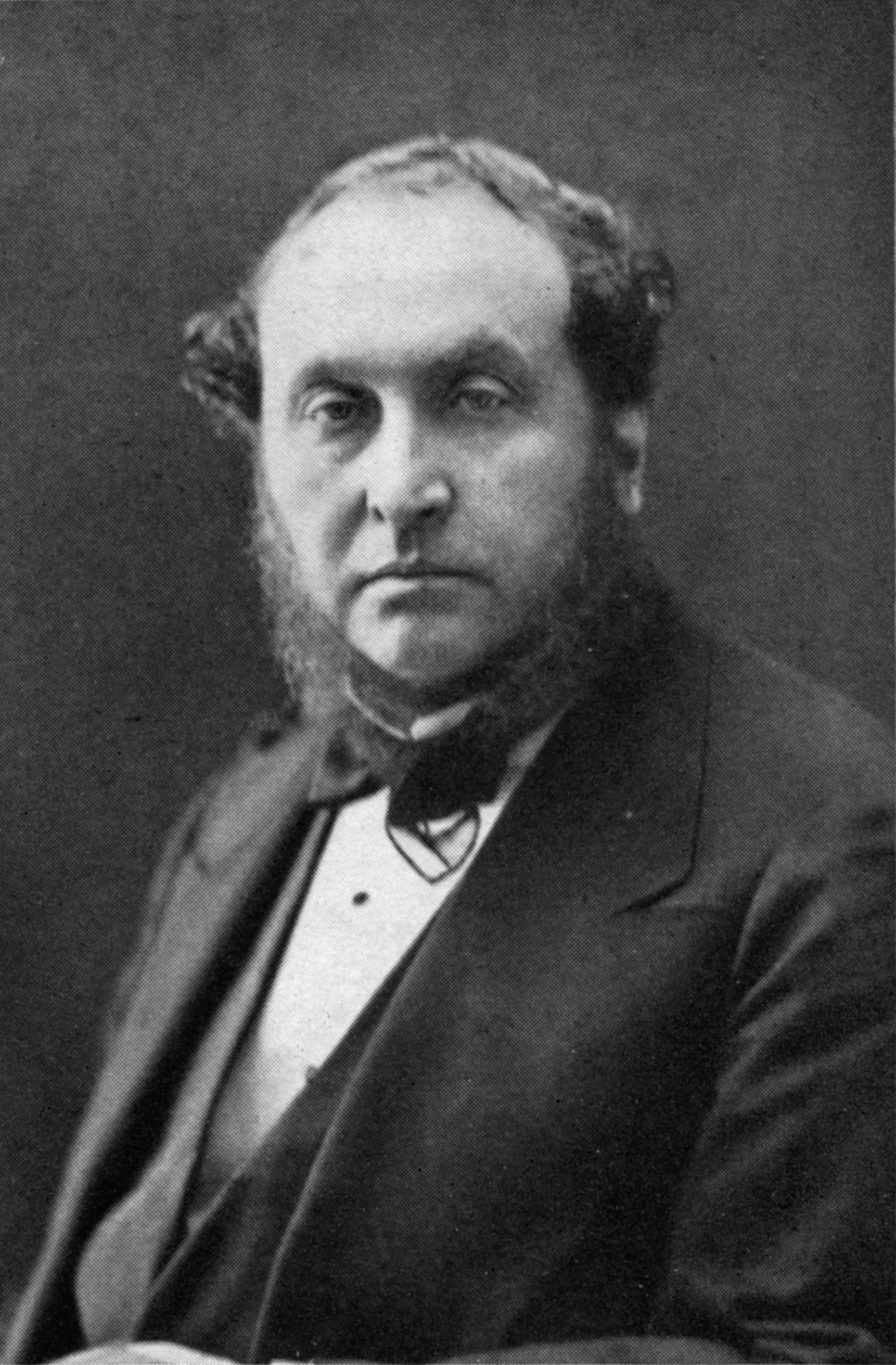
Michele Costa – fotografia c.ca 1855

Da questo momento della sua vita Bennett fu sempre più coinvolto nell'onere dell'organizzazione musicale. Secondo il parere di Percy Young, diventò "il prototipo del musicista amministrativo moderno... alla fine costruì per sé una posizione inespugnabile, ma nel farlo distrusse il suo talento creativo, un tempo considerevole". Bennett divenne vittima e beneficiario allo stesso tempo di una tendenza alla professionalizzazione dell'industria musicale in Gran Bretagna. "I presidi e i professori diventarono potenti, mentre lo stato dei compositori e degli esecutori (a meno che non fossero stranieri) fu implicitamente declassato".
Nel 1849 Bennett divenne il presidente fondatore della Bach Society a Londra, i cui primi membri comprendevano Sir George Smart, John Pyke Hullah, William Horsley, Potter e Davison. Sotto la sua direzione la Compagnia diede la prima esecuzione in inglese della Passione secondo Matteo di Bach il 6 aprile 1854. Altre rappresentazioni della Passione furono date dalla Compagnia nel 1858 e nel 1862, quest'ultima coincidente con la pubblicazione dell'edizione di Bennett dell'opera, con una traduzione del testo in inglese della sua allieva Helen Johnston.
Per la Grande Esibizione del 1851, Bennett fu nominato Commissario locale metropolitano, giurato musicale e sovrintendente per la musica alla cerimonia inaugurale Reale.
Nel giugno 1853 Bennett fece la sua ultima apparizione pubblica come solista con l'orchestra nel suo Quarto Concerto per pianoforte. Questa esibizione fu data con una nuova organizzazione, l'Orchestral Union e fece seguito ad un grave affronto di Costa, che si era rifiutato di dirigere la pianista Arabella Goddard (la moglie di Davison) nel Terzo Concerto di Bennett alla Philharmonic Society. Nello stesso anno Bennett declinò l'invito a diventare direttore d'orchestra dell'Orchestra del Gewandhaus di Lipsia. Fu fortemente tentato dall'offerta, ma sentì il suo dovere di rimanere in Inghilterra, poiché l'offerta arrivò troppo tardi perché Bennett potesse prendere accordi alternativi per alcuni dei suoi allievi e si rifiutò di deluderli. Dopo la controversa stagione della Società Filarmonica del 1855, nella quale diresse Richard Wagner, Bennett fu eletto per assumere il posto di direttore d'orchestra nel 1856, un incarico che tenne per dieci anni. Al suo primo concerto, il 14 aprile 1856, il solista al pianoforte nel concerto Emperor di Beethoven fu Clara Schumann, moglie del suo vecchio amico. Era la sua prima apparizione in Inghilterra.
La gestione di Bennett dell'orchestra della Società Filarmonica non fu del tutto felice e lo storico dell'orchestra, Cyril Ehrlich, annota "un senso di deriva e declino". Molti membri importanti dell'orchestra erano anche nell'orchestra dell'Italian Opera House (e quindi partigiani dello sfollato Costa) e inoltre Bennett si dimostrò incapace di risolvere animosità personali tra i suoi principali orchestrali. Costa prese a organizzare i programmi per i suoi musicisti che fecero delle prove (e talvolta delle esibizioni) per quelli della Società poco pratici. Ciò diede "l'impressione che [Bennett] fosse in grado di esercitare un'autorità in calo solo tra i professionisti". Inoltre, confrontando Londra con altri centri intorno alla metà del secolo, Ehrlich nota che "Verdi era a Milano, Wagner a Dresda, Meyerbeer a Parigi, Brahms a Vienna e Liszt a Weimar". Londra aveva il pubblico più ricco e gli veniva offerto Sterndale Bennett". Egli cita la prima londinese di Das Paradies und die Peri, op. 50 nella stagione 1856 che, ingaggiando Jenny Lind come solista, e con il Principe Alberto tra il pubblico, portò un sostanzioso abbonamento, ma fu musicalmente disastroso (e non fu aiutato dal caos di una sala seriamente sovraffollata). Un membro del pubblico pensava che la voce della Lind fosse "consumata e tesa" e che ci sarebbero state "veementi dimostrazioni di derisione se il pubblico non si fosse trattenuto in presenza di Reali". I critici dei giornali erano appena più complimentosi.

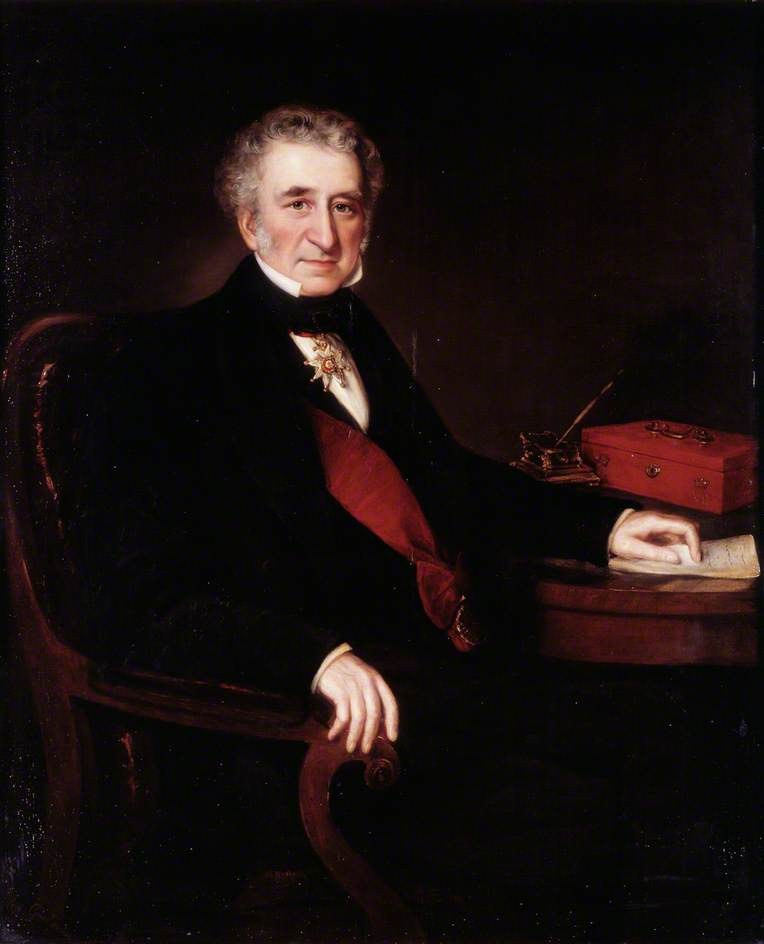
John Fane, XI conte di Westmorland, di Julia Goodman, c.ca nel 1855 (Royal Academy of Music)

Scrive Temperley: "Dopo il 1855 [Bennett] fu spronato da tardive onorificenze e commissioni occasionali, a comporre un numero rispettabile di opere importanti e sostanziali, anche se era troppo tardi per riconquistare la sua iniziale sicurezza di sé". Le opere dei suoi ultimi anni comprendevano la Sonata Duo per Piatti per violoncello; una cantata pastorale, La Regina di maggio, op. 39, per l'apertura del municipio di Leeds nel 1858; un Ode (Op. 40) con parole di Lord Alfred Tennyson per l'apertura dell'Esposizione Internazionale del 1862 a Londra; un'Ode di Installazione per l'Università di Cambridge (Op. 41) con parole di Charles Kingsley, che includeva un lamento per il compianto principe Alberto; una Sinfonia in Sol minore (Op. 43); una cantata sacra, La donna di Samaria per il Triennial Music Festival di Birmingham del 1867 e infine una seconda Sonata per pianoforte, The Maid of Orleans, Op. 46. Molte di queste opere furono composte durante le sue vacanze estive passate a Eastbourne. L'Ode per l'Esibizione fu la causa di un ulteriore imbroglio con Costa, che sebbene responsabile della musica per l'Esibizione si rifiutò di dirigere qualsiasi cosa da parte di Bennett. Alla fine fu diretta da Prosper Sainton, tra le opere di Meyerbeer e Daniel Auber anch'esse commissionate per l'occasione. La faccenda trapelò alla stampa e Costa fu largamente biasimato per il suo comportamento.
Nel marzo 1856 Bennett, mentre insegnava ancora alla RAM e al Queen's College, fu eletto professore di musica all'Università di Cambridge. Modernizzò il sistema di assegnazione dei diplomi musicali, istituendo esami orali e richiedendo ai candidati un dottorato prima di conseguire il titolo di Bachelor of Music. Due anni dopo, l'8 giugno 1868, il neocostituito College of Organists (in seguito Reale) gli assegnò una borsa di studio onoraria.
Nel 1858 arrivò l'ennesimo scontro che coinvolse Costa, quando l'autocratico Conte di Westmorland, fondatore originario della RAM, ritenne opportuno organizzare un concerto in abbonamento per l'Accademia dove inserire una messa di sua composizione, che fosse condotta da Costa e che usasse l'orchestra e i cantanti dell'Opera, passando sopra i capi dei direttori dell'Academy. Bennett si dimise dalla RAM per questo comportamento prepotente e non tornò prima del 1866. Verso la fine del 1862 la moglie di Bennett morì dopo una dolorosa malattia. Il suo biografo W. B. Squire suggerisce che "non si era mai ripreso dagli effetti della morte della signora Bennett e che da allora in poi un cambiamento doloroso in lui divenne evidente ai suoi amici". Nel 1865 Bennett visitò nuovamente Lipsia dove si riunì con vecchi amici tra cui Ferdinand David e fu eseguita la sua sinfonia Op. 43.

### Direttore della Royal Academy of Music (1866–75)

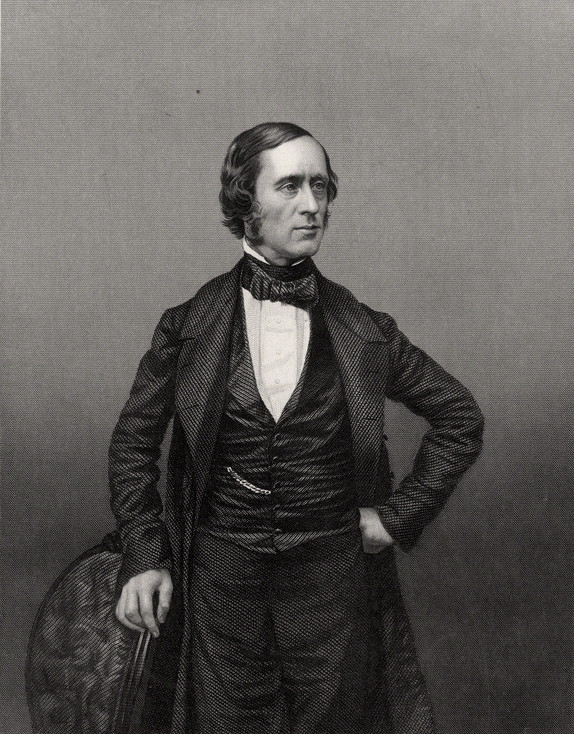
Bennett nel 1860

Nel 1866 Charles Lucas il direttore della RAM, annunciò il suo ritiro. La posizione fu dapprima offerta a Costa, che chiese uno stipendio più alto di quanto i direttori della RAM potessero contemplare e poi a Otto Goldschmidt, che era allora professore di pianoforte alla RAM. Rifiutò e sollecitò i direttori a nominare Bennett. Lind, che era la moglie di Goldschmidt, scrisse che Bennett "è certamente l'unico uomo in Inghilterra che dovrebbe risollevare quell'istituzione dal suo attuale decadimento".
Bennett avrebbe scoperto che dirigere un importante istituto di musica era incompatibile con la carriera di compositore. Il posto di direttore non era tradizionalmente arduo. Veniva contrattualmente richiesto di frequentare solo sei ore alla settimana, insegnando composizione e organizzando i registri delle classi. Ma Bennett non doveva solo gestire la RAM ma salvarla dall'imminente dissoluzione. La RAM era stata temporaneamente salvata dalla bancarotta dalle sovvenzioni del governo, autorizzate da Gladstone come Cancelliere dello Scacchiere, nel 1864 e nel 1865. L'anno seguente Gladstone era fuori ufficio e il nuovo cancelliere, Disraeli, rifiutò di rinnovare la sovvenzione. Gli amministratori della RAM decisero di chiuderla, bypassando Bennett come direttore. Bennett, con il supporto della facoltà e degli studenti, assunse la presidenza del consiglio di amministrazione.
Nelle parole di Stanford, "come presidente, riuscì, dopo che il governo aveva ritirato la sua sovvenzione annuale, a riaverla indietro, ripristinando il credito finanziario della società e durante sette anni sopportò la preoccupante angoscia di complesse negoziazioni con vari enti pubblici di grande influenza che stavano discutendo degli schemi per l'avanzamento dell'istruzione musicale nazionale". Gli schemi a cui si faceva riferimento erano due proposte che avrebbero senza dubbio indebolito la vitalità e l'influenza della RAM, una per fonderla in una proposta Scuola Nazionale di Musica, sostenuta dalla Royal Society of Arts sotto Henry Cole, l'altra per trasferirla (senza sicurezza del mandato) nei locali della Royal Albert Hall.
La RAM nel 1866 era in cattive condizioni in termini di influenza e reputazione, oltre che finanziariamente. Il critico Henry Chorley pubblicò i dati in quell'anno, dimostrando che solo il 17% degli orchestrali in Gran Bretagna aveva studiato lì. Nessun alunno della RAM era membro dell'orchestra del teatro dell'opera del Covent Garden. Chorley aggiunse: "Non riesco a ricordare un grande musicista strumentale che l'Accademia abbia prodotto negli ultimi 25 anni". Lo stesso Bennett non era completamente d'accordo con l'enfasi che Chorley assegnava alla formazione strumentale della RAM; era preoccupato (e con ragione) che una tale politica potesse significare dover fornire un compito eccessivo ai laureati. Lo stesso Bennett insegnava composizione alla RAM; questo era senza dubbio il luogo in cui si trovavano in quel periodo i suoi più grandi interessi e sembra che gli esempi che egli diede ai suoi allievi si concentrassero sui suoi favoriti 'conservatori' Mendelssohn, Beethoven e Mozart. Nondimeno, la reputazione e la popolarità della RAM aumentarono notevolmente sotto la sua amministrazione. Il numero di alunni, che era precipitato catastroficamente nel momento in cui gli amministratori avevano proposto di chiudere l'istituto, aumentò costantemente. Alla fine del 1868 c'erano 66 studenti. Nel 1870 il numero era 121 e nel 1872 era di 176.
Bennett ricevette lauree ad honorem dalle università di Cambridge (1867) e Oxford (1870). La Società Filarmonica gli conferì la medaglia d'oro di Beethoven nel 1867. Nel 1871 fu nominato cavaliere dalla regina Vittoria (due anni dopo che il suo vecchio antagonista Costa aveva ricevuto lo stesso onore) e nel 1872 ricevette una testimonianza pubblica davanti a un vasto pubblico a St James's Hall, Londra. Il denaro sottoscritto per questo evento servì a fondare una borsa di studio e un premio alla RAM, che viene ancora assegnato. Una Targa Blu dell'English Heritage fu collocata presso la casa al n. 38 di Queensborough Terrace, a Londra, dove Bennett visse durante molti dei suoi ultimi anni.
Bennett morì a 58 anni il 1º febbraio 1875 nella sua casa di St John's Wood, a Londra. Secondo suo figlio la causa fu una "malattia del cervello"; incapace di alzarsi una mattina, era caduto in declino e morì entro una settimana. Fu sepolto il 6 febbraio, vicino alla tomba di Henry Purcell, nell'Abbazia di Westminster. Il quartetto a cappella, "Dio è uno spirito", dalla sua cantata La donna di Samaria fu cantato per accompagnare le esequie. Il primo concerto della stagione della Società Filarmonica, il 18 marzo, iniziò con un tributo al suo direttore di un tempo: brani della sua musica incompiuta per la tragedia di Sofocle Aiace e La donna di Samaria completa, per la quale il coro era quello della RAM. Seguirono il Concerto per violino di Mendelssohn, per il quale il solista era Joseph Joachim, al quale Mendelssohn aveva presentato Bennett al debutto londinese di Joachim nel 1844. Il concerto finale della stagione (5 luglio) includeva un Idillio in memoria di Bennett composto dal suo vecchio socio George Alexander Macfarren.

## Famiglia
Il figlio di Bennett, James Robert Sterndale Bennett (1847-1928), scrisse una biografia di suo padre. Molti dei discendenti del compositore divennero musicisti o artisti, tra cui i nipoti Robert (1880-1963), direttore musicale alla Scuola di Uppingham, contea di Rutland; Tom (T.C.) (1882-1944), compositore e cantante, la cui figlia Joan Sterndale-Bennett (1914-1996) era una nota attrice del West End; Ernest Sterndale Bennett (1884-1982), regista teatrale in Canada e Charlie Simpson b.1985, dei Busted e Fightstar.

## Musica

### Stile
Stanford scrisse di Bennett:
W.B. Squire scrisse nel 1885:
Temperley suggerisce che, nonostante la sua venerazione per Mendelssohn, Bennett abbia preso Mozart come modello. Geoffrey Bush concorda sul fatto che "il suo lavoro preferito, come il suo suonare il pianoforte, era pieno di passione non meno potente per il fatto di essere Mozartiano (cioè perfettamente controllato)" e lo caratterizza come "essenzialmente un compositore per il pianoforte, un compositore del tipo (non necessariamente della statura) di Chopin".
Sembrerebbe che Bennett mostrasse e suscitasse emozioni maggiori dalla sua tecnica pianistica piuttosto che dalle sue composizioni. Stanford scrive che "il suo modo di suonare... era indubbiamente notevole e aveva un fuoco e un'energia che non si vedono nella delicata superficie della sua musica" e nota che le interpretazioni di Bennett furono elogiate, tra gli altri, da John Field, Clara Schumann e Ferdinand Hiller.
Gli atteggiamenti di Bennett nei confronti della musica dei suoi contemporanei continentali, a parte Mendelssohn, erano cauti. Arthur Sullivan sosteneva che Bennett era "amaramente prevenuto nei confronti della nuova scuola, come la chiamava lui". Non avrebbe voluto una nota di Schumann e per quanto riguarda Wagner, era fuori dal recinto delle critiche". Nella conferenza di Bennett del 1858 su "Le visite di illustri musicisti stranieri in Inghilterra", l'ultima menzione è per Mendelssohn, scavalcando Chopin, Wagner, Verdi e Hector Berlioz, (che arrivarono in Inghilterra solo dopo l'ultima visita di Mendelssohn); Liszt (che visitò Londra nel 1827) fu omesso. In una conferenza successiva affermò che Verdi era "immensamente inferiore" a Gioachino Rossini e poteva solo dire a favore di Berlioz che "deve essere ammesso il personaggio di un artista di successo e devoto... non si può dubitare che il suo trattamento di una grande orchestra è magistralmente all'estremo". Di Wagner, "l'eroe della cosiddetta 'musica del futuro'", Bennett osservò "Non ho intenzione di trattarlo in modo irrispettoso, che io fraintenda completamente lui e le sue opinioni musicali potrebbe essere colpa mia e non sua. In ogni caso, in questo momento ha un'influenza sulla vita musicale, che sarebbe impossibile trascurare".

### Prime composizioni
Il primo periodo di composizione di Bennett fu fruttuoso e include le sue opere che sono più stimate oggi. Al momento della sua prima visita in Germania (1836) aveva già scritto, tra le altre opere, cinque sinfonie e tre concerti per pianoforte. John Caldwell valuta le sue prime canzoni come "giudicate squisitamente ed essenzialmente roba mendelssohniana... l'integrazione e la coerenza dei loro accompagnamenti è una caratteristica forte".
Firman scrive che le opere più belle di Bennett sono quelle per pianoforte: "Rifiutando il superficiale virtuosismo di molti suoi contemporanei, sviluppò uno stile... proprio suo, di natura essenzialmente classica, ma con riferimento a una molteplicità di influenze dal suo stesso repertorio delle interpretazioni". I primi lavori per pianoforte furono tutti elogiati da Robert Schumann e Temperley sottolinea come lo stesso Schumann sia stato influenzato da loro, con (come esempi) chiare tracce dell'op. 16 di Bennett Fantasie (1837) (in effetti una sonata) della Novelette di Schumann op. 21 n. 7 (1838) e paralleli tra Op. 12 di Bennett Improvviso (1836) e Op. 18 di Schumann Arabesque (1838).
Temperley ritiene che le prime sinfonie siano le opere più deboli di questo periodo, ma suggerisce che "pochi concerti per pianoforte tra Beethoven e Brahms hanno il successo di Bennett nell'incarnare lo spirito Classico, non in una cornice rigida da impreziosire con festoni di virtuosismo, ma in una forma vivente capace di crescita organica e persino di sorpresa strutturale".

### Lavori successivi
Lo stile di Bennett non si sviluppò dopo i suoi primi anni. Nel 1908 il musicologo William Henry Hadow valutò i suoi lavori successivi come segue: "Quando apparve La regina di maggio [1858] l'idioma della musica era cambiato e lui non era cambiato con esso... Era troppo conservatore per muoversi con i tempi... [Le sue ultime opere] potrebbero essere state tutte scritte negli anni Quaranta, sono retaggio di un metodo precedente, non a sviluppi ma a rifacimenti di una tradizione". Firman commenta che in seguito pezzi popolari e più superficiali come Genevieve (1839) arrivarono ad oscurare le opere più innovative del suo periodo precedente, come la Sonata op. 13, e la Fantasia op. 16.
Percy M. Young suggerisce che le cantate La regina di maggio e La donna di Samaria abbiano goduto nella loro epoca di "una popolarità che era in relazione inversa rispetto al loro merito intrinseco". Caldwell nota che La donna di Samaria mostra che "Bennett era un buon artigiano la cui unica colpa era il timore dell'opera... Uno probabilmente tollererebbe più facilmente il recitativo narrativo se i movimenti inseriti mostrassero qualche scintilla di vita". Per quanto riguarda La regina di maggio, Caldwell loda l'ouverture (un'opera in stile Mendelssohn originariamente scritta come un pezzo da concerto nel 1844) "ma il resto del lavoro è roba addomesticata". Commenta che "entrambe le opere ricevettero un'immensa popolarità per un lungo tempo e possono essere considerate il prototipo narrativo delle successive forme vittoriane secolari e sacre... conformi agli attuali standard di gusto e rispettabilità", anticipando opere come The Masque a Kenilworth di Arthur Sullivan (1864).

### Revisioni e scritti
Bennett curò alcune delle opere per tastiera di Beethoven e Händel e compilò il Chorale Book for England con Otto Goldschmidt (1863), basato su inni tedeschi raccolti da Catherine Winkworth. Supervisionò la prima edizione britannica stampata de La Passione secondo Matteo. Una partitura vocale completa (con accompagnamento di pianoforte) fu adattata dall'edizione tedesca preparata da Adolf Bernhard Marx (Berlino 1830), che seguì il revival dell'opera di Mendelssohn; questo fu rivisto con riferimento alla partitura pubblicata dalla Società di Bach di Lipsia nel 1862. Le marcature aggiuntive di tempo e dinamiche di Bennett erano mostrate tra parentesi per distinguerle. Compose le armonie per il basso continuo sia nelle sezioni di musica solista (basate sulla partitura di Lipsia) che altrove. Bennett produsse anche edizioni de Il clavicembalo ben temperato di Bach e il masque di Händel Aci e Galatea.
Bennett teneva conferenze sia a Cambridge che al London Institute; i testi delle sue lezioni furono editati e pubblicati nel 2006. A una conferenza di Sheffield nel 1859, egli suonò anche i lavori dei compositori di cui aveva discusso e "potrebbe essere considerato il fondatore della conferenza-recital".

## Accoglienza

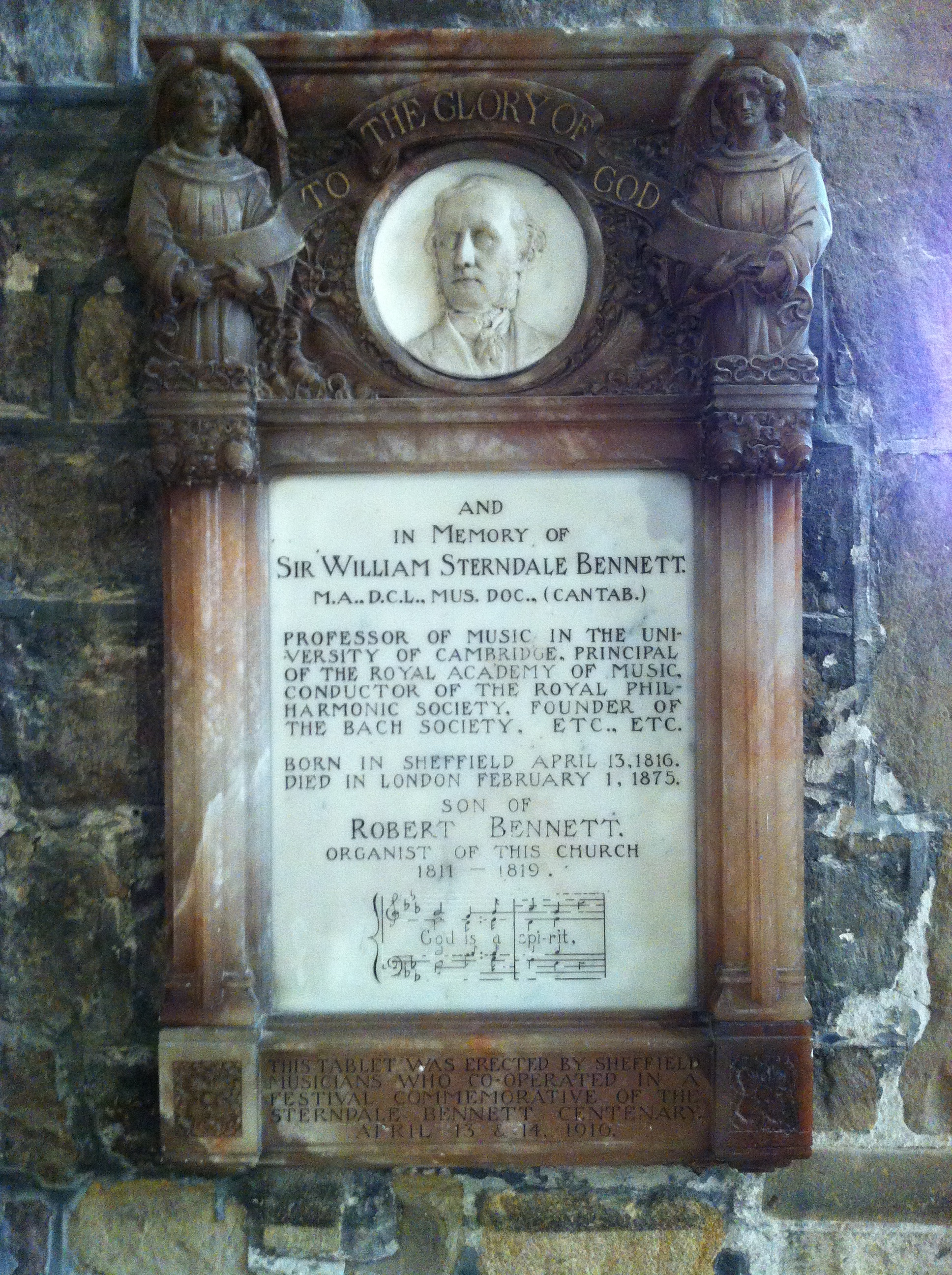
Memoriale nella cattedrale di Sheffield (fino al 1914 Sheffield Parish Church). Cita le battute iniziali di "Dio è uno Spirito".

Come compositore Bennett fu riconosciuto ai suoi tempi sia in Gran Bretagna che (in particolare nella prima metà del secolo) in Germania, anche se molti amanti della musica britannica e numerosi critici erano riluttanti a riconoscere la possibilità che un compositore inglese potesse essere della stessa statura di uno tedesco. Il pubblico di Lipsia, che aveva inizialmente avuto questa opinione, si era rapidamente convertito. Mendelssohn scrisse a Bennett "... I miei connazionali si sono resi conto che la musica è la stessa in Inghilterra come in Germania e ovunque e così con i tuoi successi hai distrutto quel pregiudizio che nessuno avrebbe mai potuto distruggere se non un vero Genio."
Il figlio di Bennett, nella sua biografia del padre, giustappone come illustrazioni le recensioni inglesi e tedesche dell'ouverture di The Wood Nymphs. Il critico londinese William Ayrton aveva scritto:
Schumann, al contrario, scrisse:
Al di fuori di questi paesi, Bennett rimase quasi sconosciuto come musicista, sebbene la sua reputazione di direttore d'orchestra portasse Berlioz a invitarlo a unirsi alla sua Société Philharmonique e il compositore olandese Johannes Verhulst sollecitasse il suo sostegno alla Società olandese per l'incoraggiamento della musica. I tentativi di Davison di interessare il compositore francese Charles Gounod alla musica di Bennett ricevettero risposte educate ma sardoniche.

## Eredità
Sir John Betjeman, in una conferenza del 1975, classificò Bennett come il "Cavaliere musicale senior della Regina Vittoria". Temperley valuta Bennett come il più illustre compositore britannico dell'epoca vittoriana, "gli unici rivali plausibili sono Samuel Sebastian Wesley (1810-1876) e Michael William Balfe (1808-1870)".
La romanziera Elizabeth Sara Sheppard ritrae Bennett nei panni di «Starwood Burney» nel suo popolare elogio di Mendelssohn, il romanzo del 1853 Charles Auchester. Sebbene la reputazione di Bennett in Germania non sia particolarmente sopravvissuta agli anni Quaranta dell'Ottocento, i suoi allievi inglesi ebbero un'influenza significativa sulla musica britannica della Gran Bretagna successiva al XIX secolo e del XX secolo. Tra i suoi allievi alla RAM e altrove c'erano Arthur Sullivan, Joseph Parry, Alice Mary Smith, William Smyth Rockstro, Hubert Parry, Tobias Matthay, Francis Edward Bache, Eaton Faning e William Cusins. I contributi di Bennett all'innalzamento degli standard di formazione musicale a Cambridge e nella RAM erano parte di una tendenza in Inghilterra nell'ultima parte del diciannovesimo secolo il cui "effetto cumulativo... prima della prima guerra mondiale fu incalcolabile", secondo Caldwell.
Attraverso le sue iniziative concertistiche presso le Hanover Square Rooms Bennett introdusse una varietà di musica da camera per il pubblico di Londra. Il suo appoggio cambiò significativamente anche l'opinione britannica a proposito della musica di Johann Sebastian Bach. La sua "promozione di Bach era una storia di perseveranza contro la percezione contemporanea che la musica di Bach fosse... troppo difficile da ascoltare". Le recensioni dei giornali dei concerti da camera in cui inseriva musica di Bach inizialmente descrivevano la musica in termini del genere: "c'è grandiosità, ma nessuna bellezza" (1847) o "un po' antiquata... [ma] estremamente interessante" (1854). Un significativo punto di svolta fu la partecipazione del Principe Alberto alla rappresentazione di Bennett del 1858 della Passione secondo Matteo.
Bennett lasciò una sostanziosa biblioteca musicale, in gran parte di proprietà del suo pronipote Barry Sterndale Bennett (nato nel 1939) che è in deposito presso la Biblioteca Bodleiana di Oxford. Delle sue complessive circa 130 composizioni, circa un terzo sono state registrate su CD; tra queste incisioni ci sono sinfonie, ouverture, concerti per pianoforte, musica da camera, canzoni e musica per pianoforte solista. Durante il suo bicentenario del 2016, sono stati eseguiti numerosi concerti ed eventi dedicati alle opere di Bennett, tra cui concerti e seminari presso la RAM. Dall'11 aprile al 15 aprile 2016 fu presentato come Compositore della Settimana su BBC Radio 3.

### Esplicative
1. ↑  Bennett ha sempre considerato il nome "Sterndale" come un nome piuttosto che come parte del suo cognome; dopo essere stato nominato cavaliere era conosciuto come "Sir Sterndale Bennett".[2] "Sterndale" fu adottato come un doppio cognome dai suoi discendenti.[3]
2. ↑  Benché nominata "Accademia Reale" sin dall'inizio, ricevette la Royal Charter solo nel 1830. Vedi la pagina "History" sul sito web della RAM (accesso 23 dicembre 2015).
3. ↑  La Scuola alla fine emerse come la National Training School for Music (1876) che si rivelò un precursore del Royal College of Music (1883).[71]
4. ↑  Tuttavia il figlio di Bennett registra che, oltre ad aver dato nel 1856 la prima inglese di "Paradise and the Peri" di Schumann, suo padre suonava spesso gli "Studi sinfonici" di Schumann e dirigeva la sua Seconda sinfonia ad un concerto della Filarmonica nel 1864.[97]The Times non era entusiasta del lavoro, ma concedeva che "il professor Bennett aveva avuto infiniti problemi con la sinfonia; fu magnificamente suonata e accolta favorevolmente.[98]

### Bibliografiche
1. 1 2 3 4 5 6 7 8  Firman (2004)
2. ↑  "Sir Sterndale Bennett", The Times, 2 February 1875, p. 9.
3. 1 2 3 4 5 6 7 8 9  Temperley and Williamson (n.d.)
4. ↑  Bennett (1907), p. 6.
5. ↑  Edwards (1903a), p. 306.
6. ↑  Bennett (1907), p. 14.
7. ↑  Bennett (1907), p. 15.
8. ↑  Bennett (1907), p. 21.
9. ↑  Bennett (1907), p. 27.
10. ↑  Davison (1912), pp. 24–5.
11. ↑  "The Royal Academy of Music", The Observer, 12 December 1830, p. 2.
12. 1 2  Edwards (1903a) p. 307.
13. ↑  Bennett (1907), pp. 27–28.
14. 1 2  Bennett (1907), pp. 28–29.
15. 1 2  Young (1967), p. 447.
16. ↑  Bennett (1907), p. 35
17. ↑  Bennett (1907), p. 36.
18. ↑  Bennett (1907), p. 38.
19. ↑  Davison (1912), p. 21.
20. ↑   Anon, "Society of British Musicians", Oxford Music Online. URL consultato il 21 dicembre 2015.
21. ↑  Davison (1912), p. 24.
22. 1 2  Bush (1986), p. 324.
23. ↑  Williamson (1996), p. 30, p. 61.
24. ↑  Young (1967), p. 448.
25. ↑  Davison (1912), pp. 25–26.
26. ↑  Temperley (1989a, p. 209.)
27. ↑  Schumann (1988), pp. 116–118.
28. ↑  Temperley (1989a), p. 214.
29. ↑  Citato in Temperley (1989b), p. 12.
30. ↑  Temperley (1989a), p. 208.
31. ↑  Anon (1943)
32. ↑  Bennett (1907), pp. 148–150.
33. ↑  Squire (1885), p. 248.
34. ↑  Bush (1965), p. 88.
35. ↑  Schumann, p. 132.
36. ↑  Bennett (1907), p. 162.
37. ↑  "The Philharmonic Society", The Times, 13 June 1842, p. 5
38. ↑  "Philharmonic Society", The Times, 11 June 1844, p. 5.
39. ↑  Bennett (1907), p. 168.
40. 1 2  Edwards (1903b), p. 380.
41. ↑  Bennett (1907), pp. 209–214.
42. 1 2  Stanford (1916), p. 641.
43. ↑  Bennett (1907), pp. 189–192.
44. ↑  Young (1967), p. 446.
45. ↑  Young (1967), pp. 452–453.
46. ↑  Parrott (2006), pp. 34–5.
47. ↑  Parrott (2006), p.34, p. 36.
48. ↑  The Norwood Review, Vol. 212, Spring 2016, pp. 12–15.
49. ↑  French, Elizabeth (2007), "Bennett & Bache: Piano Concertos" (liner notes to Hyperion Records CD CDA67595), accessed 12 January 2016.
50. ↑  Bennett (1907), pp. 224–5.
51. 1 2  Edwards (1903b), p. 381.
52. ↑  Stanford (1916), p. 647.
53. ↑  Temperley (1989a, p. 210.)
54. ↑  Ehrlich (1995), p. 94.
55. ↑  Ehrlich (1995), p. 102.
56. ↑  Ehrlich (1995), p. 95.
57. ↑  Ehrlich (1995), p. 97.
58. ↑  Bennett (1907), p. 454; Ehrlich (1995), p. 105.
59. ↑  Bennett (1907), pp. 314–317.
60. ↑  Kent, Christopher. Journal of the Royal College of Organists, Vol 10 (2016) p. 51.
61. ↑  Bennett (1907), pp. 326–329.
62. 1 2 3  Squire (1885)
63. ↑  Bennett (1907), pp. 320.
64. ↑  Bennett (1907), p. 350.
65. ↑  Bennett (1907), p. 354.
66. ↑  Stanford (1916), p. 655.
67. ↑  Bennett (1907), pp. 369–370.
68. ↑  Bennett (1907), pp. 372–375.
69. ↑  Stanford (1916), p. 656.
70. ↑  Bennett (1907), pp. 386–389.
71. ↑  Rainbow (1980), p. 213.
72. ↑  Bennett (1907), pp. 419–422.
73. ↑  Wright (2005)
74. ↑  Bennett (1907), p. 398; Wright (2005), pp. 238–9.
75. ↑  Bennett (1907), pp. 399–405.
76. ↑  Bennett (1907), p. 384.
77. ↑  Bennett (1907), p. 418.
78. ↑  "Sterndale Bennett Prize", Royal Academy of Music, accessed 5 March 2015
79. ↑  Bennett (1907), p. 415.
80. ↑  "Sir William Sterndale Bennett 1816–1875", Open Plaques, accessed 15 May 2012
81. ↑  Bennett (1907), pp. 446–447.
82. ↑  Edwards (1903c), p. 525.
83. ↑  Foster (1913), pp. 347–349.
84. ↑  Bennett (1907), p. 156.
85. ↑  Foster (1913), p. 352.
86. ↑  Bennett (1907)
87. ↑  "Mr. R. Sterndale Bennett", The Times, 31 August 1963, p. 8
88. ↑  "Joan Sterndale Bennett – Obituary", The Times, 30 April 1996
89. ↑  "Sterndale Bennett, Ernest Gaskill", Canadian Theatre Encyclopedia, accessed 15 May 2012
90. ↑  Review of Charlie Simpson's "Parachutes", songfacts.com
91. ↑  "From George Harrison to Zayn Malik: the pop stars who left their bands", The Daily Telegraph, 28 January 2016
92. ↑  Stanford (1916), p. 631.
93. ↑  Temperley (2006), p. 22.
94. ↑  Bush (1965), p. 89.
95. ↑  Stanford (1916), pp. 632–633.
96. ↑  Findon (1904), p. 19
97. ↑  Bennett (1907), pp. 342–343.
98. ↑  "Philharmonic Concerts", The Times, 31 May 1864, p. 14.
99. ↑  Temperley (2006), pp. 45–57, and p. 57 n. 1.
100. ↑  Conway (2012), p. 102.
101. ↑  Temperley (2006), p. 72.
102. ↑  Temperley (2006), p. 73.
103. ↑  Temperley (2006), p. 77.
104. ↑  Caldwell (1999), p. 235.
105. ↑  Temperley (1989a), pp. 216–218.
106. ↑  Hadow, Henry. "Sterndale Bennett", The Times Literary Supplement, 9 January 1908, p. 13.
107. 1 2  Young (1967), p. 451.
108. ↑  Caldwell (1999), p. 219.
109. ↑  Caldwell (1999), p. 220.
110. 1 2  Bach (1862), "Preface" (p.(i))
111. ↑  Parrott (2008), pp. 36–37
112. ↑  Conway (2012), p. 190.
113. ↑  Bach (n.d.)
114. ↑  Temperley (2006)
115. ↑  Bennett (1907), p. 154. (letter of 17 December 1843).
116. 1 2  Bennett (1907), p. 86.
117. ↑  Bennett (1907), p. 235.
118. ↑  Davison (1912), pp. 305–10.
119. ↑  "WSB 200" on David Owen Norris website, accessed 11 January 2016.
120. ↑  Temperley (2006), p. 3.
121. ↑  Sheppard (1928), p. viii.
122. ↑  Dibble, Jeremy. "Parry, Sir Hubert", Dawes, Frank. "Matthay, Tobias", Mackerness, E D. " Cusins, Sir William", Temperley Nicholas. "Bache, Francis Edward", Grove Music Online, Oxford University Press, accessed 5 March 2015
123. ↑  Caldwell (1999), p. 225.
124. ↑  Parrott (2008), p. 38.
125. ↑  Cited in Parrott (2008), pp. 31–32.
126. ↑  Williamson (1996), introduction, p. x.
127. ↑  "WSB – Select Discography" on David Owen Norris website, accessed 12 January 2016.
128. ↑  "William Sterndale Bennett 2016", on Olivia Sham website, accessed 11 January 2016.
129. ↑  "Sterndale Bennett Performances" on David Owen Norris website, accessed 30 July 2017.
130. ↑  William Sterndale Bennett, BBC Radio 3 website, accessed 30 July 2017.